# Santa Eulària des Riu
Santa Eulària des Riu (em catalão e oficialmente; em castelhano: Santa Eulalia del Río) é um município da Espanha na ilha de Ibiza, província e comunidade autónoma das Ilhas Baleares. Tem 153,6 km² de área e em 2021 tinha 40 038 habitantes (densidade: 260,7 hab./km²).

## Demografia
| Variação demográfica do município entre 1991 e 2004 [carece de fontes?] | Variação demográfica do município entre 1991 e 2004 [carece de fontes?] | Variação demográfica do município entre 1991 e 2004 [carece de fontes?] | Variação demográfica do município entre 1991 e 2004 [carece de fontes?] |
| ----------------------------------------------------------------------- | ----------------------------------------------------------------------- | ----------------------------------------------------------------------- | ----------------------------------------------------------------------- |
| 1991                                                                    | 1996                                                                    | 2001                                                                    | 2004                                                                    |
| 15557                                                                   | 19452                                                                   | 19808                                                                   | 25826                                                                   |